# 中村加弥乃
中村 加弥乃（なかむら かやの、1994年〈平成6年〉2月10日 - ）は、日本の女優である。東京都出身。旧芸名は増山 加弥乃（ますやま かやの）、加弥乃（かやの）。スターダストプロモーション所属。旧所属はパーフィットプロダクション（2007年6月1日 - 2011年7月24日）、B'stars Production（2016年2月 - 2021年9月）。女性アイドルグループ・AKB48の元メンバー（2005年12月 - 2007年11月）。

## 略歴
- 子役としてミュージカル『アニー』などに出演。キユーピーのCMソング「たらこ・たらこ・たらこ」を近野莉菜とともに歌い、CMのナレーションも担当していた。なお、「たらこ・たらこ・たらこ」は、後にキグルミによってCD化され大ヒットとなった。2018年からのCM『行進！再び篇』で“原点回帰”を考え、再び加弥乃と近野が再起用された[1]。
- 2005年10月30日、『AKB48オープニングメンバーオーディション』に合格（応募総数7,924名、最終合格者24名）。
- 2005年12月8日、オープニングメンバー候補生（第1期生）のうち20名として、AKB48劇場グランドオープンの舞台に立った（チームAに所属）。
- 2007年3月から当時のチームAメンバーだった浦野一美、平嶋夏海、渡辺志穂とともにチームBへサポートメンバーとして異動することが決定していたが、当時のチームAメンバーだった折井あゆみが卒業したことで各チームのバランスを考え、最終的にチームAに残留となった。
- 2007年11月30日の『AKB48 ひまわり組 1st Stage「僕の太陽」』千秋楽公演をもって、AKB48を卒業した。
- 2011年7月20日・24日の舞台『三ツ星キッチンミュージカル LOVE』最終日をもって、芸能活動を休止することを「増山加弥乃オフィシャルブログ かやの写真店」で発表した。同ブログは同日付で閉鎖され[2]、パーフィットプロダクション公式サイトの公式プロフィールも削除された。
- 2013年7月13日公開の映画『生贄のジレンマ 上』で、加弥乃名義で約2年ぶりに芸能活動を再開した[3]。
- 2015年12月、主演した映画『W ～二つの顔を持つ女たち～』の主題歌として、TOMOROの作詞作曲・プロデュースで「ROPPONGI DREAM 〜W REMIX〜 feat. 加弥乃,梅本静香,多岐川華子,桜のどか,岸明日香,森下悠里」にフィーチャリング参加した[4]。
- 2016年2月、B'stars Production（ビースターズプロダクション）に所属したことが明らかになる[5]。
- 2020年3月にスタートした『エール』で、NHK連続テレビ小説に初出演した。
- 2021年9月14日、自身のInstagramで、スターダストプロモーションに移籍するとともに、芸名を本名の中村加弥乃に変更することを発表した[6][7]。

## 人物
- 妹はアニメ『リトル・アインシュタイン』でアニー役を演じた朱里乃、弟は『たつやくんとマユミーヌ』の「たつやくん」[8]。
- 趣味は料理、カメラ、ギターの弾き語り。特技はアクション、ダンス、サックス[9]。
- 元AKB48でフリーアナウンサーの中村麻里子は高校の同級生で友人[10]。
- 2023年 TOPIK2級合格。

## AKB48在籍時の参加曲

### シングルCD曲
- 桜の花びらたち
- スカート、ひらり

### シングルCD選抜曲
- ほねほねワルツ／くじらのバス（ほね組 from AKB48）

### 劇場公演ユニット曲
チームA 1st Stage「PARTYが始まるよ」公演
- 星の温度（2nd UNIT）

 チームA 2nd Stage「会いたかった」公演
- 渚のCHERRY
- リオの革命

 チームA 3rd Stage「誰かのために」公演
- 投げキッスで撃ち落せ!

 チームA 4th Stage「ただいま恋愛中」公演
- 7時12分の初恋

 ひまわり組 1st Stage「僕の太陽」公演
- 愛しさのdefense

## 作品

### シングル
- はぴはぴ!
  - テレビ東京『チョコミミ』主題歌。チョコ（寺本來可）&ミミ（増山加弥乃）
- Happy☆てぃんくる（2010年6月23日発売）
  - テレビ東京『ジュエルペット てぃんくる☆』主題歌。増山加弥乃 with ルビー（齋藤彩夏）&ラブラ（沢城みゆき）名義
- イマドキ乙女（2011年6月22日発売）
  - テレビ東京『ジュエルペット サンシャイン』エンディングテーマ。増山加弥乃&望月美寿々

## 出演

### テレビドラマ
- チョコミミ（2007年10月1日 - 2008年3月31日、テレビ東京） - 主演・ミミ 役
- 魔王 第3・5・8話（2008年7月18日・8月1日・22日、TBS） - 咲田しおり（演：小林涼子の11歳時） 役
- 愛讐のロメラ（2008年9月29日 - 10月10日、東海テレビ） - 七瀬珠希（演：いとうあいこの少女時代） 役
- 怨み屋本舗 REBOOT 第1・2話（2009年7月10日・17日、テレビ東京） - 紙田鈴 役
- 小公女セイラ（2009年10月17日 - 12月19日、TBS） - 新田春美 役
- ケータイ発ドラマ 激♥恋…運命のラブストーリー…（2010年4月9日 - 5月28日、NHK総合） - 本橋美波 役
- 満福少女ドラゴネット 第4話（2010年7月、tvk・TOKYO MX 他） - レイカ 役
- 新・警視庁捜査一課9係 Season2 第7話（2010年8月11日、テレビ朝日） - 浅井理子（演：菊池麻衣子の高校生時代） 役
- 土曜時代劇 隠密八百八町 第5・6話（2011年2月5日・12日、NHK総合） - お小夜 役
- Dr.伊良部一郎 最終話（2011年3月27日、テレビ朝日） - 鳩村まりや 役
- 3年B組金八先生・ファイナル〜「最後の贈る言葉」（2011年3月27日、TBS） - 玉井美咲 役
- 土曜ワイド劇場「タクシードライバーの推理日誌29・塀の中からの乗客」（2011年7月2日、テレビ朝日） - 志穂（演：国生さゆりの16歳時） 役
- ぼんくら2（2015年10月22日 - 12月8日、NHK総合） - おさん 役
- 嘘の戦争 第1話（2017年1月10日、関西テレビ） - 看護師 役
- 連続ドラマW（WOWOW）
  - 北斗 -ある殺人者の回心-（2017年3月25日 - 4月22日） - 関本みのり 役
  - そして、生きる（2019年8月4日） - 齊藤みく 役
- りんごとミカン（2017年6月3日、長野朝日放送・愛媛朝日テレビ共同制作） - エリカ 役
- ファイブ（2017年7月3日 - 8月21日 、フジテレビ）- 小諸佳那 役
- OH LUCY!（2017年9月16日、NHK総合） - 若いOL・2 役
- 水戸黄門 第1シリーズ最終話「炎に消えた黄門様 -八戸-」（2017年12月6日、BS-TBS） - おたき 役
- 帯ドラマ劇場 越路吹雪物語（2018年1月8日 - 、テレビ朝日）
- 西郷どん（2018年1月7日 - 12月16日、NHK総合）
- オトナの土ドラ → 土ドラ（東海テレビ）
  - いつまでも白い羽根（2018年4月7日 - 5月26日） - 高村楓 役
  - 僕の大好きな妻!（2022年6月4日 - 7月23日） - 青木由 役
  - 三千円の使いかた 第4話（2023年1月28日） - 小春 役
- 大岡越前 - お花 役
  - 大岡越前スペシャル〜親子をつなぐ名裁き〜（2019年1月4日、NHK BSプレミアム）
  - 大岡越前5（2020年1月10日〜全7回、NHK BSプレミアム） - お花 役
  - BS新春時代劇 大岡越前スペシャル～初春に散る影法師～（2021年1月1日、NHK BSプレミアム） - お花 役
  - 大岡越前6（2022年5月13日 - 7月1日） - お花 役
  - 大岡越前スペシャル〜大波乱!宿命の白洲〜（2023年12月29日、NHK BS・NHK BSプレミアム4K）- お花 役[11]
  - 大岡越前7（2024年6月23日 - 8月11日、NHK BS・NHK BSプレミアム4K） - お花 役[12]
  - 大岡越前8（2025年6月8日 - 、NHK BS・NHK BSプレミアム4K）[13]
- テレビ朝日 開局60周年記念「やすらぎの刻〜道」（2019年8月15日・16日、テレビ朝日） - 赤木花 役
- 相棒 season18 テレビ朝日開局60周年記念スペシャル（2019年10月9日、テレビ朝日） - 橘禾怜 役
- さすらい署長 風間昭平14 スペシャル 金沢～輪島・金箔殺人事件（2019年11月4日、テレビ東京） - 榎本亜子 役
- 連続テレビ小説 エール（2020年3月30日 - 11月27日、NHK総合） - 杉山あかね 役
- 特捜9 season4 第9話（2021年6月2日、テレビ朝日） - 福本理彩 役
- サ道2021 第9話（2021年9月4日、テレビ東京） - アダチマリ 役
- NHK 土曜ドラマ「風の向こうへ駆け抜けろ」（2021年12月18日 - 25日） - 槙山望 役
- 日曜の夜ぐらいは… 第3話（2023年5月14日、朝日放送テレビ・テレビ朝日） - 平野綾香 役
- ブラックファミリア〜新堂家の復讐〜（2023年10月6日 - 12月7日、読売テレビ・日本テレビ系） - 稲田京子 役
- 舟を編む 〜私、辞書つくります～（2024年2月18日 - 4月21日、NHK BS） - 松戸明日菜 役[14]

### ウェブドラマ
- 進撃の巨人 ATTACK ON TITAN 反撃の狼煙（2015年8月15日、dTV）
- ケータイドラマ Six Days
- 恋と友情のあいだで Special（2023年3月13日、FOD） - 松永伊織 役
- おっちゃんキッチン 第4話「地下アイドルの愚痴」（2024年9月27日 - 、TVer） - 地下アイドル・真由香 役[15]

### 映画
- アバター（2011年4月30日） - 入江京子 役
- 青いソラ白い雲（2012年3月31日） - 真里 役
- 生贄のジレンマ 上（2013年7月13日）- 青木和子 役
- ばしゃ馬さんとビッグマウス（2013年11月2日） - シナリオスクール生徒 役
- 【ら】（2014年） - 主演・まゆか 役[16]
- 少女は異世界で戦った（2014年9月27日） - ミキ 役[17]
- おんなのこきらい（2015年2月14日、SPOTTED PRODUCTIONS） - 茜 役
- W 〜二つの顔を持つ女たち〜（2015年12月12日、アイエス・フィールド） - 主演・青木蕾 役[18]
- 鬼談百景「赤い女」（2016年1月23日）
- 何者（2016年10月15日、東宝、三浦大輔監督） - 劇団員 役
- 新宿スワンII（2017年1月21日、東宝、園子温監督） - リサ 役
- 傷だらけの悪魔（2017年2月4日、KADOKAWA、山岸聖太監督） - 藤塚優里亜 役[19]
- きょうのキラ君（2017年2月25日、ショウゲート、川村泰祐監督） - キラ君の元カノ 役
- オー・ルーシー!（2018年4月28日、ファントムフィルム、平栁敦子監督） - 第70回カンヌ国際映画祭 国際批評家コンペティション部門入選（日・米）
- サイレント・トーキョー（2020年12月4日、東映、波多野貴文監督） - 印南綾乃 役[20]
- ウルトラマンデッカー最終章 旅立ちの彼方へ…（2023年2月23日、バンダイナムコアーツ・円谷プロダクション） - ディナス 役[21][22]

### 舞台
- イマジンミュージカル 小公女セーラ（2001年） - ロッティ 役
- イマジンミュージカル アルプスの少女ハイジ（2002年） - アンサンブル
- アニー（2003年、青山劇場） - ストリートチャイルド 役
- 葉っぱのフレディ〜いのちの旅〜（2004年） - ペティ 役
- ミュージカル アニー クリスマスコンサート（2002年 - 2003年、青山劇場 / 2004年、東京厚生年金会館）
- 魔法使いサリー（2008年5月3日 - 11日、銀座博品館劇場） - 主演・サリー 役
- ザ・ミュージックマン（2010年4月23日 - 6月5日、東京芸術劇場 / 新国立劇場 / 愛知県芸術劇場 / 森ノ宮ピロティホール / 札幌市民ホール）
- 三ツ星キッチンミュージカル LOVE（2011年7月17日 - 24日、赤坂レッドシアター）
- 劇団アイドルリーグ（仮）vol.1 怪人養成スクール 女子部（2014年3月7日 - 9日、築地本願寺ブディストホール）[23]
- 劇団たいしゅう小説家 present`s「湯もみガールズⅧ」 ～湯乃町ホテルで同窓会？！〜（2022年8月24日 - 28日、萬劇場） - 主演・つき子 役

### バラエティ
- からだであそぼ（2006年11月20日 - 2008年、NHK教育） - 板野友美・小野恵令奈・奥真奈美とともに「ほね組 from AKB48」として「ほねほねワルツ」を歌唱。
- 痛快TV スカッとジャパン（2016年1月25日、フジテレビ）
- 「テレビ東京若手映像グランプリ2022」二瓶朔也監督ドラマ『記念日にとらわれて』（2022年、テレビ東京）

### 教養番組
- 木村多江の、いまさらですが…（2022年3月24日、Eテレ） - ディレクター 役
- ヒロイン誕生 ドラマチックなオンナたち「ジャーナリスト山本美香×中村加弥乃」（2022年12月12日、NHK）

### ウェブ番組
- 恋愛ドラマな恋がしたい ～Kissing the tears away～（2021年 - 2022年、ABEMA）
- ウル活ライフ ～Aマッソ加納がウルトラ沼にはまるまで～（2024年2月14日 - 、TSUBURAYA IMAGINATION）[24]

### CM
- キユーピー「たらこ」CMソング
- 興和 クリーンラインコーワ三次元マスク（2008年11月 - 2009年5月）[注 1]
- 東京ガス 安全CMシリーズ（2009年3月 - 2012年3月）
- フジパン インフォマーシャル（2015年6月）
- リネットジャパン（2020年12月 - ）
- オービックビジネスコンサルタント 勘定奉行クラウド（2023年）
- アイン薬局（2023年）[25]

### 玩具
- ウルトラマンデッカー ウルトラディーフラッシャー -MEMORIAL EDITION-（2023年7月）